# 温特帕克 (佛罗里达州)
温特帕克（英語：Winter Park），是美国佛罗里达州下属的一座城市。建立于1887年。面积约为22.4平方公里（约合8.7平方英里）。根据2010年美国人口普查，该市有人口27,852人。论人口在本州排行第86。